# Seyah Cheshmeh
Seyah Cheshmeh (persiska: سيه چشمه, قَرِه اِينی, Sīāh Cheshmeh, سياه چِشمِه, Sīyah Cheshmeh) är en kommunhuvudort i Iran.   Den ligger i provinsen Västazarbaijan, i den nordvästra delen av landet, 700 km nordväst om huvudstaden Teheran. Seyah Cheshmeh ligger 1 832 meter över havet och antalet invånare är 14 189.
Terrängen runt Seyah Cheshmeh är huvudsakligen kuperad, men den allra närmaste omgivningen är platt. Seyah Cheshmeh ligger nere i en dal.Runt Seyah Cheshmeh är det ganska glesbefolkat, med 39 invånare per kvadratkilometer. Seyah Cheshmeh är det största samhället i trakten. Trakten runt Seyah Cheshmeh består i huvudsak av gräsmarker.